# 美方郡
美方郡（日语：／ Mikata gun */?）是位於日本兵庫縣西北部的郡。
現轄有以下2町：
- 香美町
- 新溫泉町

過去的範圍還包括現在的養父市西北部區域。

## 歷史
過去屬於但馬國轄下的七美郡和二方郡。在19世紀末江戶時代結束之際，現在的美方郡分屬村岡藩、豐岡藩和幕府領地。
隨著1868年幕府的結束及接著實施的廢藩置縣政策，這些地方曾先後分屬府中裁判所、村岡縣、豐岡縣、直到1871年才全數整併為豐岡縣的轄區，1876年再次整併到兵庫縣內。
1879年實施郡區町村編制法，正式的設置了近代的行政區劃「七美郡」和「二方郡」，但兩郡是共同設置「七美二方郡役所」，郡役所設於七美郡村岡町（位於現在的香美町），直到1896年兩郡直接合併為美方郡。

### 年表

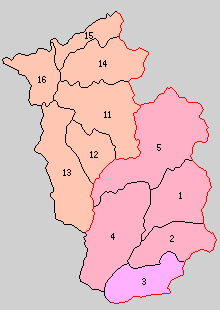
1896年時美方郡轄下的行政區劃
1.村岡町 2.兔塚村 3.熊次村 4.小代村 5.射添村 11.溫泉村 12.照來村 13.八田村 14.大庭村 15.濱坂町 16.西濱村
（桃色：現屬養父市、紅色：現屬香美町、橙色：現屬新溫泉町）

- 1896年04月1日：七美郡和二方郡合併為美方郡，下設：村岡町（日语：村岡町）、兔塚村（日语：兎塚村）、熊次村（日语：熊次村）、小代村（日语：小代村）、射添村（日语：射添村）、溫泉村、照來村（日语：照来村）、八田村（日语：八田村 (兵庫県)）、大庭村（日语：大庭村 (兵庫県)）、濱坂町（日语：浜坂町）、西濱村（日语：西浜村 (兵庫県)）。（2町9村）
- 1896年7月1日：實施郡制（日语：郡制），設立郡參事會（日语：郡参事会）。
- 1912年10月1日：城崎郡長井村（日语：長井村 (兵庫県)）的久斗山村地區被併入大庭村。
- 1923年04月1日：廢除郡會和郡參事會。
- 1926年07月1日：廢除郡役所，此後郡不再作為行政區劃，只作為地名的表示。
- 1927年04月15日：溫泉村改制為溫泉町。（3町8村）
- 1954年10月1日：（3町4村）
  - 大庭村、濱坂町、西濱村合併為新設立的濱坂町。[2]
  - 溫泉町、照來村、八田村合併為新設立的溫泉町。[2]
- 1955年04月1日：（4町1村）
  - 村岡町、兔塚村合併為新設立的村岡町。[3]
  - 小代村、射添村合併為美方町（日语：美方町）。[3]
- 1956年08月1日：熊次村與養父郡關宮村（日语：関宮村）合併為關宮町（日语：関宮町）（現已合併為養父市），隸屬養父郡。（4町）
- 1961年04月1日：美方町的部分地區被併入村岡町。
- 2005年04月1日：村岡町、美方町和城崎郡香住町（日语：香住町）合併為香美町。（3町）
- 2005年10月1日：濱坂町和溫泉町合併為新溫泉町。[2]（2町）

### 變遷表
| 1896年4月1日   | 1896年-1926年              | 1926年-1944年              | 1944年-1954年              | 1954年-1989年              | 1989年-現在            | 現在                   |
| -------------- | -------------------------- | -------------------------- | -------------------------- | -------------------------- | ---------------------- | ---------------------- |
| 養父郡關宮村   | 養父郡關宮村               | 養父郡關宮村               | 養父郡關宮村               | 1956年8月1日 養父郡關宮町  | 2004年4月1日 養父市    | 2004年4月1日 養父市    |
| 熊次村         |                            |                            |                            | 1956年8月1日 養父郡關宮町  | 2004年4月1日 養父市    | 2004年4月1日 養父市    |
| 村岡町         | 村岡町                     | 村岡町                     | 村岡町                     | 1955年4月1日 村岡町        | 2005年4月1日 香美町    | 2005年4月1日 香美町    |
| 兔塚村         |                            |                            |                            | 1955年4月1日 村岡町        | 2005年4月1日 香美町    | 2005年4月1日 香美町    |
| 小代村         | 小代村                     | 小代村                     | 小代村                     | 1955年4月1日 美方町        | 2005年4月1日 香美町    | 2005年4月1日 香美町    |
| 射添村         |                            |                            |                            | 1955年4月1日 美方町        | 2005年4月1日 香美町    | 2005年4月1日 香美町    |
| 城崎郡香住村   | 1925年10月1日 城崎郡香住町 | 1925年10月1日 城崎郡香住町 | 1925年10月1日 城崎郡香住町 | 1955年3月25日 城崎郡香住町 | 2005年4月1日 香美町    | 2005年4月1日 香美町    |
| 城崎郡奥佐津村 |                            |                            |                            | 1955年3月25日 城崎郡香住町 | 2005年4月1日 香美町    | 2005年4月1日 香美町    |
| 城崎郡口佐津村 |                            |                            |                            | 1955年3月25日 城崎郡香住町 | 2005年4月1日 香美町    | 2005年4月1日 香美町    |
| 城崎郡長井村   |                            |                            |                            | 1955年3月25日 城崎郡香住町 | 2005年4月1日 香美町    | 2005年4月1日 香美町    |
| 城崎郡余部村   |                            |                            |                            | 1955年3月25日 城崎郡香住町 | 2005年4月1日 香美町    | 2005年4月1日 香美町    |
| 溫泉村         | 溫泉村                     | 1927年4月15日 溫泉町       | 1954年10月1日 溫泉町       | 1954年10月1日 溫泉町       | 2005年10月1日 新溫泉町 | 2005年10月1日 新溫泉町 |
| 照來村         |                            |                            | 1954年10月1日 溫泉町       | 1954年10月1日 溫泉町       | 2005年10月1日 新溫泉町 | 2005年10月1日 新溫泉町 |
| 八田村         |                            |                            | 1954年10月1日 溫泉町       | 1954年10月1日 溫泉町       | 2005年10月1日 新溫泉町 | 2005年10月1日 新溫泉町 |
| 大庭村         | 大庭村                     | 大庭村                     | 1954年10月1日 濱坂町       | 1954年10月1日 濱坂町       | 2005年10月1日 新溫泉町 | 2005年10月1日 新溫泉町 |
| 濱坂町         |                            |                            | 1954年10月1日 濱坂町       | 1954年10月1日 濱坂町       | 2005年10月1日 新溫泉町 | 2005年10月1日 新溫泉町 |
| 西濱村         |                            |                            | 1954年10月1日 濱坂町       | 1954年10月1日 濱坂町       | 2005年10月1日 新溫泉町 | 2005年10月1日 新溫泉町 |